# Sheffield (Nouvelle-Zélande)
Sheffield (autrefois Malvern) est une petite localité, située dans le district de Selwyn dans la région de Canterbury, dans l’île du Sud de la Nouvelle-Zélande.

## Situation
Elle est localisée près des gorges de Waimakariri (en) dans les contreforts des Alpes du Sud.

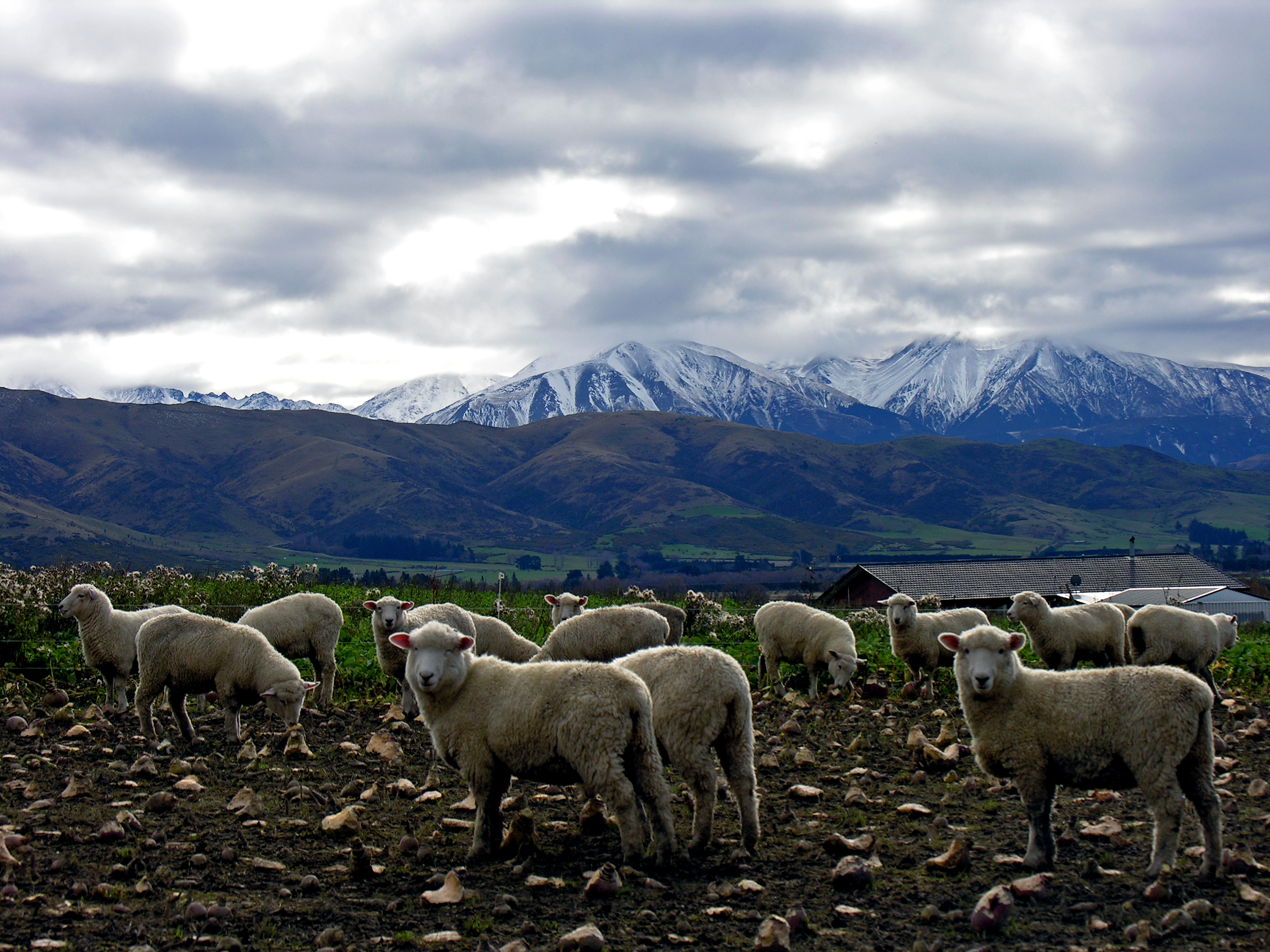
Scène Rurale près de Sheffield, avec les Alpes du Sud dans le lointain

Sheffield est étroitement en association avec le village voisin de Waddington, qui est à seulement 1 km plus au sud-est, le long de la route State Highway 73 (en) .
Les deux villages partagent un comité de communautés.

## Population
Les  deux villages  ont ensemble une population combinée de 444 habitants selon le recensement de recensement de 2001 en Nouvelle-Zélande)

## Accès
Ils sont localisés entre les villes de Darfield et Springfield sur le trajet de la route State Highway 73 (en)  et de la ligne de chemin de fer de la Midland Line.

## Histoire
Cette ville fut créée au XIXe siècle par les fermiers attirés dans la région par l’élevage des moutons .

## Chemin de fer
Sheffield a une gare et était auparavant une jonction du chemin de fer.
La première ligne de chemin de fer a atteint la ville dès la fin de l’année 1870 à partir d’une jonction à Darfield avec la branche de Whitecliffs (en).
La ligne, connue alors comme l’embranchement de “Malvern”, se développa pour devenir la “ Midland Line” reliant la ville de Christchurch et la région de la West Coast.
Le 28 juillet 1884, la branche de Oxford (en) fut étendue en passant au-dessus du fleuve Waimakariri en direction de la localité de Sheffield, faisant de la ville un carrefour ferroviaire.
Des projets ont existé pour continuer cette extension vers le sud de Sheffield comme une partie de la ligne principale intérieure de Canterbury (en), qui avait été proposée, mais qui n’arriva jamais à maturation et finalement la liaison par rail avec Oxford ferma le 14 juillet 1930.